# 琉球の声放送

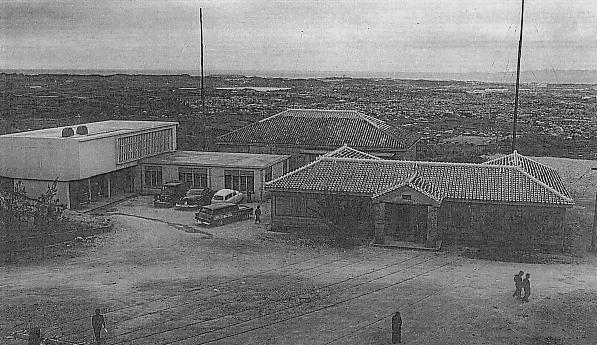
琉球大学内にあった社屋

琉球の声放送（りゅうきゅうのこえほうそう、Voice of Ryukyu）は、かつてアメリカ合衆国の占領下にあった沖縄県で川平朝申(川平朝清の長兄)により、初めて設置されたラジオ放送局である。

## 概要
1950年1月21日、コールサインAKAR、周波数1400kc（現在のkHzと同義）、出力500Wにて本放送を開始。当時は琉球列島米国軍政府情報教育部が運営していたいわば国営放送局であった。1953年、琉球大学のキャンパスに社屋・放送施設を移転。その際コールサインをKSAR、周波数740kc、出力1kWにそれぞれ変更した。
1954年4月、琉球列島米国民政府から琉球大学財団に運営主体が移譲し、民間放送局として再スタート。その後6月に沖縄放送株式会社（通称「ラジオ沖縄」。現存するラジオ沖縄（ROK）とは別会社）に運用を委託して放送を続けたが、7月になって「委託賃貸料の滞納」を理由に琉球大学財団との提携を解消。
その後9月に琉球放送が設立し、琉球大学財団から「琉球の声」の社屋・放送施設をレンタルした上で放送されるようになった。（以後の沿革は琉球放送・沿革の項を参照）